# Томаково
Томаково — деревня в Клепиковском районе Рязанской области. Входит в состав Бусаевского сельского поселения.

## География
Находится в северной части Рязанской области на расстоянии приблизительно 10 км на юго-восток по прямой от районного центра города Спас-Клепики.

## История
Отмечена на карте 1986 года.

## Население
Численность населения: 24 человека в 2002 году (русские 62 %, чеченцы 39 %), 5 в 2010.